# Arges
En la mitología griega, Arges (Ἄργης: «el que brilla») formaba junto con Brontes y Estéropes la primera generación de Cíclopes, hijos de Urano y Gea. Eran gigantes con un solo ojo en mitad de la frente y un temperamento horrible, conocidos como buenos artesanos y constructores.
Según Hesíodo eran fuertes, testarudos, y de «bruscas emociones». Con el tiempo, sus nombres llegaron a ser sinónimo de fuerza y poder, y se usaban para referirse a armas especialmente bien manufacturadas.
A veces también se le llamaba Argilipos (Αργιλιπος).